# Stenus asheianus
Stenus (Hypostenus) asheianus – gatunek chrząszcza z rodziny kusakowatych i podrodziny myśliczków (Steninae).
Gatunek ten został opisany w 2006 roku przez Volkera Puthza na podstawie 4 okazów. Klasyfikowany jest w grupie gatunków S. denticollis.
Ciało długości od 4 do 4,5 mm. Zewnętrznie bardzo podobny do S. ashei i S. salvini. Samce mają szeroki środkowy płat edeagusa szeroko wklęśnięty na przednim brzegu i opatrzony wierzchołkowo-bocznie kilkoma delikatnymi szczecinami. Proste,  w wierzchołkowej ⅓ opatrzone około 37 szczecinami paramery znacznie przewyższają długością środkowy płat edeagusa.
Chrząszcz neotropikalny, znany wyłącznie z kostarykańskiej prowincji Puntarenas.